# Manchester City FC in het seizoen 2017/18
Dit artikel beschrijft de prestaties van de Engelse voetbalclub Manchester City FC in het seizoen 2017–2018.

## Spelerskern
| Nr.           | Naam                  | Nationaliteit | Geboortedatum | Vorige club       |
| ------------- | --------------------- | ------------- | ------------- | ----------------- |
| Keepers       |                       |               |               |                   |
| 1             | Claudio Bravo         | Chili         | 13-04-1983    | FC Barcelona      |
| 31            | Ederson               | Brazilië      | 17-08-1993    | Benfica           |
| Verdedigers   |                       |               |               |                   |
| 2             | Kyle Walker           | Engeland      | 28-05-1990    | Tottenham Hotspur |
| 3             | Danilo                | Brazilië      | 15-07-1991    | Real Madrid       |
| 4             | Vincent Kompany       | België        | 10-04-1986    | Hamburger SV      |
| 5             | John Stones           | Engeland      | 28-05-1994    | Everton FC        |
| 14            | Aymeric Laporte       | Frankrijk     | 27-05-1994    | Athletic Bilbao   |
| 22            | Benjamin Mendy        | Frankrijk     | 17-07-1994    | AS Monaco         |
| 24            | Oluwatosin Adarabioyo | Engeland      | 24-09-1997    | /                 |
| 30            | Nicolás Otamendi      | Argentinië    | 12-02-1988    | Valencia          |
| 35            | Oleksandr Zintsjenko  | Oekraïne      | 15-12-1996    | PSV               |
| Middenvelders |                       |               |               |                   |
| 8             | İlkay Gündoğan        | Duitsland     | 24-10-1990    | Borussia Dortmund |
| 11            | Samir Nasri           | Frankrijk     | 26-06-1987    | Sevilla           |
| 17            | Kevin De Bruyne       | België        | 28-06-1991    | VfL Wolfsburg     |
| 18            | Fabian Delph          | Engeland      | 21-11-1989    | Aston Villa       |
| 19            | Leroy Sané            | Duitsland     | 11-01-1996    | Schalke 04        |
| 20            | Bernardo Silva        | Portugal      | 10-08-1994    | AS Monaco         |
| 21            | David Silva           | Spanje        | 08-01-1986    | Valencia          |
| 25            | Fernandinho           | Brazilië      | 04-05-1984    | Sjachtar Donetsk  |
| 42            | Yaya Touré            | Ivoorkust     | 13-05-1983    | FC Barcelona      |
| 47            | Phil Foden            | Engeland      | 28-05-2000    | /                 |
| 55            | Brahim Díaz           | Spanje        | 03-08-1999    | /                 |
| Aanvallers    |                       |               |               |                   |
| 7             | Raheem Sterling       | Engeland      | 08-12-1994    | Liverpool         |
| 10            | Sergio Agüero         | Argentinië    | 02-06-1988    | Atlético Madrid   |
| 27            | Patrick Roberts       | Engeland      | 05-02-1997    | Fulham            |
| 33            | Gabriel Jesus         | Brazilië      | 03-04-1997    | Palmeiras         |

- = Aanvoerder

### Technische staf
|                           |                        |               |
| Functie                   | Naam                   | Nationaliteit |
| Coach                     | Josep Guardiola (foto) | Spanje        |
| Assistent-coach           | Domènec Torrent        | Spanje        |
| Assistent-coach           | Rodolfo Borrell        | Spanje        |
| Assistent-coach           | Brian Kidd             | Engeland      |
| Assistent-coach           | Mikel Arteta           | Spanje        |
| Player Support & Protocol | Manuel Estiarte        | Spanje        |
| Fitness coach             | Lorenzo Buenaventura   | Spanje        |
| Scout / Video-analist     | Carles Planchart       | Spanje        |
| Keeperstrainer            | Xabier Mancisidor      | Spanje        |

## Resultaten
Een overzicht van de competities waaraan Manchester City in het seizoen 2017-2018 zal deelnemen. 
| Premier League | FA Cup     | League Cup | Champions League |
| -------------- | ---------- | ---------- | ---------------- |
|                |            |            |                  |
| Kampioen       | 1/8 finale | Winnaar    | Kwartfinale      |

## Uitrustingen
Shirtsponsor(s): Etihad Airways

Sportmerk: Nike
| Thuis | Uit | Alternatief | Alternatief | Doelman | Doelman |

## Transfers

### Zomer
| Naam               | Nationaliteit     | Van/naar            | Type          |
| ------------------ | ----------------- | ------------------- | ------------- |
| Inkomend           |                   |                     |               |
| Bernardo Silva     | Portugal          | AS Monaco           | € 47.000.000  |
| Ederson            | Brazilië          | Benfica             | € 38.000.000  |
| Kyle Walker        | Engeland          | Tottenham Hotspur   | € 49.000.000  |
| Danilo             | Brazilië          | Real Madrid         | € 29.000.000  |
| Benjamin Mendy     | Frankrijk         | AS Monaco           | € 54.000.000  |
| TOTAAL UITGAVEN:   | TOTAAL UITGAVEN:  | TOTAAL UITGAVEN:    | € 217.000.000 |
| Uitgaand           |                   |                     |               |
| Bacary Sagna       | Frankrijk         |                     | Transfervrij  |
| Willy Caballero    | Argentinië        | Chelsea             | Transfervrij  |
| Gaël Clichy        | Frankrijk         | Istanbul Başakşehir | Transfervrij  |
| Jesús Navas        | Spanje            | Sevilla             | Transfervrij  |
| Pablo Zabaleta     | Argentinië        | West Ham United     | Transfervrij  |
| Bruno Zuculini     | Argentinië        | Hellas Verona       | niet bekend   |
| Nolito             | Spanje            | Sevilla             | € 8.500.000   |
| Aleksandar Kolarov | Servië            | AS Roma             | € 5.700.000   |
| Kelechi Iheanacho  | Nigeria           | Leicester City      | € 27.200.000  |
| Fernando           | Brazilië          | Galatasaray         | € 5.200.000   |
| Jadon Sancho       | Engeland          | Borussia Dortmund   | € 8.700.000   |
| Wilfried Bony      | Ivoorkust         | Swansea City        | € 15.000.000  |
| TOTAAL INKOMSTEN:  | TOTAAL INKOMSTEN: | TOTAAL INKOMSTEN:   | € 70.300.000  |

### Verhuurde spelers
| Naam              | Nationaliteit    | Van/naar        | Begin huur       | Einde huur   |
| ----------------- | ---------------- | --------------- | ---------------- | ------------ |
| Uitgaand          |                  |                 |                  |              |
| Angus Gunn        | Engeland         | Norwich City    | 1 juli 2017      | 30 juni 2018 |
| Angeliño          | Spanje           | NAC Breda       | 4 juli 2017      | 30 juni 2018 |
| Joe Hart          | Engeland         | West Ham United | 18 juli 2017     | 30 juni 2018 |
| Pablo Maffeo      | Spanje           | Girona          | 31 juli 2017     | 30 juni 2018 |
| Aleix García      | Spanje           | Girona          | 1 augustus 2017  | 30 juni 2018 |
| Marlos Moreno     | Colombia         | Girona          | 1 augustus 2017  | 30 juni 2018 |
| Jason Denayer     | België           | Galatasaray     | 31 augustus 2017 | 30 juni 2018 |
| Erik Palmer-Brown | Verenigde Staten | KV Kortrijk     | 31 januari 2018  | 30 juni 2018 |
| Eliaquim Mangala  | Frankrijk        | Everton FC      | 31 januari 2018  | 30 juni 2018 |

### Winter
| Naam              | Nationaliteit     | Van/naar          | Type         |
| ----------------- | ----------------- | ----------------- | ------------ |
| Inkomend          |                   |                   |              |
| Erik Palmer-Brown | Verenigde Staten  | Kansas City       | niet bekend  |
| Aymeric Laporte   | Frankrijk         | Athletic Bilbao   | € 65.000.000 |
| TOTAAL UITGAVEN:  | TOTAAL UITGAVEN:  | TOTAAL UITGAVEN:  | € 65.000.000 |
| Uitgaand          |                   |                   |              |
| TOTAAL INKOMSTEN: | TOTAAL INKOMSTEN: | TOTAAL INKOMSTEN: | € 0          |

## Premier League

### Wedstrijden
| Wedstrijddetails                                           | Thuisploeg                                                                    | Uitslag                             | Uitploeg                                                                    | Opstelling | Kaarten                                                                        |
| ---------------------------------------------------------- | ----------------------------------------------------------------------------- | ----------------------------------- | --------------------------------------------------------------------------- | --- | ------------------------------------------------------------------------------ |
| Heenronde                                                  |                                                                               |                                     |                                                                             | |                                                                                |
| 12 augustus 2017 18:30 The AMEX Falmer                     | Brighton & Hove Albion                                                        | 0-2                                 | Manchester City                                                             | Ederson Walker, Kompany, Otamendi, Stones, Danilo (68' Sané) D. Silva, Fernandinho, De Bruyne Agüero (83' B. Silva), Jesus (78' Sterling)       | 29' Jesus 82' Sterling                                                         |
| 12 augustus 2017 18:30 The AMEX Falmer                     |                                                                               | 0-1 0-2                             | 70' Agüero 75' Dunk (own)                                                   | Ederson Walker, Kompany, Otamendi, Stones, Danilo (68' Sané) D. Silva, Fernandinho, De Bruyne Agüero (83' B. Silva), Jesus (78' Sterling)       | 29' Jesus 82' Sterling                                                         |
| 21 augustus 2017 21:00 Etihad Stadium Manchester           | Manchester City                                                               | 1-1                                 | Everton FC                                                                  | Ederson Walker, Kompany, Otamendi, Stones (65' Danilo), Sané (69' B. Silva) D. Silva, Fernandinho, De Bruyne Agüero, Jesus (46' Sterling)       | 42' Walker 44' Walker 78' Kompany                                              |
| 21 augustus 2017 21:00 Etihad Stadium Manchester           | 82' Sterling                                                                  | 0-1 1-1                             | 35' Rooney                                                                  | Ederson Walker, Kompany, Otamendi, Stones (65' Danilo), Sané (69' B. Silva) D. Silva, Fernandinho, De Bruyne Agüero, Jesus (46' Sterling)       | 42' Walker 44' Walker 78' Kompany                                              |
| 26 augustus 2017 13:30 Vitality Stadium Bournemouth        | Bournemouth                                                                   | 1-2                                 | Manchester City                                                             | Ederson Danilo, Kompany, Otamendi, Mendy B. Silva (66' Agüero), Fernandinho, D. Silva (90+10' Stones) De Bruyne, Jesus (82' Sané), Sterling     | 56' Kompany 56' D. Silva 67' Otamendi 79' Mendy 90+3' Sterling 90+9' Sterling  |
| 26 augustus 2017 13:30 Vitality Stadium Bournemouth        | 13' Daniels                                                                   | 1-0 1-1 1-2                         | 21' Jesus 90+7' Sterling                                                    | Ederson Danilo, Kompany, Otamendi, Mendy B. Silva (66' Agüero), Fernandinho, D. Silva (90+10' Stones) De Bruyne, Jesus (82' Sané), Sterling     | 56' Kompany 56' D. Silva 67' Otamendi 79' Mendy 90+3' Sterling 90+9' Sterling  |
| 9 september 2017 13:30 Etihad Stadium Manchester           | Manchester City                                                               | 5-0                                 | Liverpool FC                                                                | Ederson (45+1' Bravo) Danilo, Stones, Otamendi (71' Mangala) Walker, De Bruyne, Fernandinho, D. Silva, Mendy Jesus (57' Sané), Agüero           | 6' Otamendi 28' Fernandinho                                                    |
| 9 september 2017 13:30 Etihad Stadium Manchester           | 24' Agüero 45+6' Jesus 53' Jesus 77' Sané 90+1' Sané                          | 1-0 2-0 3-0 4-0 5-0                 |                                                                             | Ederson (45+1' Bravo) Danilo, Stones, Otamendi (71' Mangala) Walker, De Bruyne, Fernandinho, D. Silva, Mendy Jesus (57' Sané), Agüero           | 6' Otamendi 28' Fernandinho                                                    |
| 16 september 2017 16:00 Vicarage Road Watford              | Watford FC                                                                    | 0-6                                 | Manchester City                                                             | Ederson Walker, Stones, Otamendi, Mendy De Bruyne (66' Gündoğan), Fernandinho, D. Silva (78' Sané), Sterling Jesus (65' B. Silva), Agüero       |                                                                                |
| 16 september 2017 16:00 Vicarage Road Watford              |                                                                               | 0-1 0-2 0-3 0-4 0-5 0-6             | 27' Agüero 31' Agüero 37' Jesus 63' Otamendi 81' Agüero 89' Sterling (pen.) | Ederson Walker, Stones, Otamendi, Mendy De Bruyne (66' Gündoğan), Fernandinho, D. Silva (78' Sané), Sterling Jesus (65' B. Silva), Agüero       |                                                                                |
| 23 september 2017 16:00 Etihad Stadium Manchester          | Manchester City                                                               | 5-0                                 | Crystal Palace                                                              | Ederson Walker, Stones (70' Delph), Otamendi, Mendy (29' Danilo) De Bruyne, Fernandinho, D. Silva Sterling (61' B. Silva), Agüero, Sané         | 25' Mendy 56' Danilo 76' Sané                                                  |
| 23 september 2017 16:00 Etihad Stadium Manchester          | 44' Sané 51' Sterling 59' Sterling 79' Agüero 89' Delph                       | 1-0 2-0 3-0 4-0 5-0                 |                                                                             | Ederson Walker, Stones (70' Delph), Otamendi, Mendy (29' Danilo) De Bruyne, Fernandinho, D. Silva Sterling (61' B. Silva), Agüero, Sané         | 25' Mendy 56' Danilo 76' Sané                                                  |
| 30 september 2017 18:30 Stamford Bridge Londen             | Chelsea FC                                                                    | 0-1                                 | Manchester City                                                             | Ederson Walker, Stones, Otamendi, Delph De Bruyne (90+3' Danilo), Fernandinho, D. Silva (76' B. Silva) Sterling, Jesus, Sané (84' Gündoğan)     | 60' Fernandinho 89' Otamendi                                                   |
| 30 september 2017 18:30 Stamford Bridge Londen             |                                                                               | 0-1                                 | 67' De Bruyne                                                               | Ederson Walker, Stones, Otamendi, Delph De Bruyne (90+3' Danilo), Fernandinho, D. Silva (76' B. Silva) Sterling, Jesus, Sané (84' Gündoğan)     | 60' Fernandinho 89' Otamendi                                                   |
| 14 oktober 2017 16:00 Etihad Stadium Manchester            | Manchester City                                                               | 7-2                                 | Stoke City                                                                  | Ederson Walker, Stones, Otamendi, Delph De Bruyne (66' Gündoğan), Fernandinho (73' Touré), D. Silva Sterling, Jesus (63' B. Silva), Sané        |                                                                                |
| 14 oktober 2017 16:00 Etihad Stadium Manchester            | 17' Jesus 19' Sterling 27' Silva 55' Jesus 60' Fernandinho 62' Sané 79' Silva | 1-0 2-0 3-0 3-1 3-2 4-2 5-2 6-2 7-2 | 44' Diouf 47' Walker (own)                                                  | Ederson Walker, Stones, Otamendi, Delph De Bruyne (66' Gündoğan), Fernandinho (73' Touré), D. Silva Sterling, Jesus (63' B. Silva), Sané        |                                                                                |
| 21 oktober 2017 16:00 Etihad Stadium Manchester            | Manchester City                                                               | 3-0                                 | Burnley FC                                                                  | Ederson Walker, Stones, Otamendi, Delph De Bruyne (80' Gündoğan), Fernandinho (78' Touré), D. Silva B. Silva, Agüero (76' Jesus), Sané          | 29' Sané 44' Fernandinho                                                       |
| 21 oktober 2017 16:00 Etihad Stadium Manchester            | 30' Agüero (pen.) 73' Otamendi 75' Sané                                       | 1-0 2-0 3-0                         |                                                                             | Ederson Walker, Stones, Otamendi, Delph De Bruyne (80' Gündoğan), Fernandinho (78' Touré), D. Silva B. Silva, Agüero (76' Jesus), Sané          | 29' Sané 44' Fernandinho                                                       |
| 28 oktober 2017 16:00 The Hawthorns West Bromwich          | West Bromwich Albion                                                          | 2-3                                 | Manchester City                                                             | Ederson Walker, Stones, Otamendi, Delph De Bruyne, Fernandinho, D. Silva B. Silva (61' Sterling), Jesus (82' Gündoğan), Sané                    | 60' Jesus 71' Otamendi 90+4' Walker                                            |
| 28 oktober 2017 16:00 The Hawthorns West Bromwich          | 13' Rodríguez 90+2' Phillips                                                  | 0-1 1-1 1-2 1-3 2-3                 | 10' Sané 15' Fernandinho 64' Sterling                                       | Ederson Walker, Stones, Otamendi, Delph De Bruyne, Fernandinho, D. Silva B. Silva (61' Sterling), Jesus (82' Gündoğan), Sané                    | 60' Jesus 71' Otamendi 90+4' Walker                                            |
| 5 november 2017 15:15 Etihad Stadium Manchester            | Manchester City                                                               | 3-1                                 | Arsenal FC                                                                  | Ederson Walker, Stones, Otamendi, Delph De Bruyne, Fernandinho, D. Silva Sterling (78' Gündoğan), Agüero (62' Jesus), Sané (87' B. Silva)       | 73' Otamendi                                                                   |
| 5 november 2017 15:15 Etihad Stadium Manchester            | 19' De Bruyne 50' Agüero (pen.) 74' Jesus                                     | 1-0 2-0 2-1 3-1                     | 65' Lacazette                                                               | Ederson Walker, Stones, Otamendi, Delph De Bruyne, Fernandinho, D. Silva Sterling (78' Gündoğan), Agüero (62' Jesus), Sané (87' B. Silva)       | 73' Otamendi                                                                   |
| 18 november 2017 16:00 King Power Stadium Leicester        | Leicester City                                                                | 0-2                                 | Manchester City                                                             | Ederson Walker, Stones (31' Mangala), Kompany, Delph De Bruyne (89' Gündoğan), Fernandinho, D. Silva Sterling (84' B. Silva), Jesus, Sané       | 3' Kompany                                                                     |
| 18 november 2017 16:00 King Power Stadium Leicester        |                                                                               | 0-1 0-2                             | 45' Jesus 49' De Bruyne                                                     | Ederson Walker, Stones (31' Mangala), Kompany, Delph De Bruyne (89' Gündoğan), Fernandinho, D. Silva Sterling (84' B. Silva), Jesus, Sané       | 3' Kompany                                                                     |
| 26 november 2017 17:00 John Smith's Stadium Huddersfield   | Huddersfield Town                                                             | 1-2                                 | Manchester City                                                             | Ederson Walker, Kompany (80' Jesus), Otamendi, Delph De Bruyne, Fernandinho, D. Silva (89' Mangala) Sterling, Agüero (86' Gündoğan), Sané       | 64' Fernandinho 87' D. Silva                                                   |
| 26 november 2017 17:00 John Smith's Stadium Huddersfield   | 45+1' Otamendi (own)                                                          | 1-0 1-1 1-2                         | 47' Agüero (pen.) 84' Sterling                                              | Ederson Walker, Kompany (80' Jesus), Otamendi, Delph De Bruyne, Fernandinho, D. Silva (89' Mangala) Sterling, Agüero (86' Gündoğan), Sané       | 64' Fernandinho 87' D. Silva                                                   |
| 29 november 2017 21:00 Etihad Stadium Manchester           | Manchester City                                                               | 2-1                                 | Southampton FC                                                              | Ederson Walker, Kompany, Otamendi, Delph De Bruyne, Fernandinho, Gündoğan (80' B. Silva) Sterling, Agüero, Jesus (74' D. Silva)                 | 36' Kompany                                                                    |
| 29 november 2017 21:00 Etihad Stadium Manchester           | 47' De Bruyne 90+6' Sterling                                                  | 1-0 1-1 2-1                         | 75' Romeu                                                                   | Ederson Walker, Kompany, Otamendi, Delph De Bruyne, Fernandinho, Gündoğan (80' B. Silva) Sterling, Agüero, Jesus (74' D. Silva)                 | 36' Kompany                                                                    |
| 3 december 2017 17:00 Etihad Stadium Manchester            | Manchester City                                                               | 2-1                                 | West Ham United                                                             | Ederson Walker, Otamendi, Mangala, Danilo (46' Jesus) De Bruyne, Delph, D. Silva Sterling, Agüero (85' Fernandinho), Sané (90+3' B. Silva)      | 56' De Bruyne 90+5' Jesus                                                      |
| 3 december 2017 17:00 Etihad Stadium Manchester            | 57' Otamendi 83' D. Silva                                                     | 0-1 1-1 2-1                         | 45' Ogbonna                                                                 | Ederson Walker, Otamendi, Mangala, Danilo (46' Jesus) De Bruyne, Delph, D. Silva Sterling, Agüero (85' Fernandinho), Sané (90+3' B. Silva)      | 56' De Bruyne 90+5' Jesus                                                      |
| 10 december 2017 17:30 Old Trafford Manchester             | Manchester United                                                             | 1-2                                 | Manchester City                                                             | Ederson Walker, Kompany (46' Gündoğan), Otamendi, Delph De Bruyne, Fernandinho, D. Silva Sterling, Jesus (59' Mangala), Sané (88' B. Silva)     | 4' Walker 73' D. Silva                                                         |
| 10 december 2017 17:30 Old Trafford Manchester             | 45+2' Rashford                                                                | 0-1 1-1 1-2                         | 43' D. Silva 54' Otamendi                                                   | Ederson Walker, Kompany (46' Gündoğan), Otamendi, Delph De Bruyne, Fernandinho, D. Silva Sterling, Jesus (59' Mangala), Sané (88' B. Silva)     | 4' Walker 73' D. Silva                                                         |
| 13 december 2017 20:45 Liberty Stadium Swansea             | Swansea City                                                                  | 0-4                                 | Manchester City                                                             | Ederson Danilo, Otamendi, Mangala, Delph (73' Zinchenko) De Bruyne (77' Gündoğan), Fernandinho (58' Touré), D. Silva B. Silva, Agüero, Sterling |                                                                                |
| 13 december 2017 20:45 Liberty Stadium Swansea             |                                                                               | 0-1 0-2 0-3 0-4                     | 27' D. Silva 34' De Bruyne 52' D. Silva 85' Agüero                          | Ederson Danilo, Otamendi, Mangala, Delph (73' Zinchenko) De Bruyne (77' Gündoğan), Fernandinho (58' Touré), D. Silva B. Silva, Agüero, Sterling |                                                                                |
| 16 december 2017 18:30 Etihad Stadium Manchester           | Manchester City                                                               | 4-1                                 | Tottenham Hotspur                                                           | Ederson Walker, Otamendi, Mangala, Delph De Bruyne, Fernandinho, Gündoğan (83' Foden) Sterling, Agüero (58' Jesus), Sané (85' B. Silva)         | 38' Otamendi 51' Delph                                                         |
| 16 december 2017 18:30 Etihad Stadium Manchester           | 14' Gündoğan 70' De Bruyne 80' Sterling 90' Sterling                          | 1-0 2-0 3-0 4-0 4-1                 | 90+3' Eriksen                                                               | Ederson Walker, Otamendi, Mangala, Delph De Bruyne, Fernandinho, Gündoğan (83' Foden) Sterling, Agüero (58' Jesus), Sané (85' B. Silva)         | 38' Otamendi 51' Delph                                                         |
| 23 december 2017 16:00 Etihad Stadium Manchester           | Manchester City                                                               | 4-0                                 | Bournemouth                                                                 | Ederson Walker, Kompany, Otamendi, Delph (81' Danilo) De Bruyne (74' Gündoğan), Fernandinho, D. Silva Sterling, Agüero, Sané (67' B. Silva)     |                                                                                |
| 23 december 2017 16:00 Etihad Stadium Manchester           | 27' Agüero 53' Sterling 79' Agüero 85' Danilo                                 | 1-0 2-0 3-0 4-0                     |                                                                             | Ederson Walker, Kompany, Otamendi, Delph (81' Danilo) De Bruyne (74' Gündoğan), Fernandinho, D. Silva Sterling, Agüero, Sané (67' B. Silva)     |                                                                                |
| 27 december 2017 20:45 St. James' Park Newcastle upon Tyne | Newcastle United                                                              | 0-1                                 | Manchester City                                                             | Ederson Walker, Kompany (11' Jesus), Otamendi, Danilo De Bruyne, Fernandinho, Gündoğan B. Silva (83' Sané), Agüero (77' Mangala), Sterling      |                                                                                |
| 27 december 2017 20:45 St. James' Park Newcastle upon Tyne |                                                                               | 0-1                                 | 31' Sterling                                                                | Ederson Walker, Kompany (11' Jesus), Otamendi, Danilo De Bruyne, Fernandinho, Gündoğan B. Silva (83' Sané), Agüero (77' Mangala), Sterling      |                                                                                |
| 31 december 2017 13:00 Selhurst Park Londen                | Crystal Palace                                                                | 0-0                                 | Manchester City                                                             | Ederson Walker, Otamendi, Mangala, Danilo De Bruyne, Fernandinho, Gündoğan (57' Sterling) B. Silva (81' Touré), Jesus (23' Agüero), Sané        | 45+6' Sané 79' Agüero 90' Touré 90+1' Fernandinho                              |
| 31 december 2017 13:00 Selhurst Park Londen                |                                                                               |                                     |                                                                             | Ederson Walker, Otamendi, Mangala, Danilo De Bruyne, Fernandinho, Gündoğan (57' Sterling) B. Silva (81' Touré), Jesus (23' Agüero), Sané        | 45+6' Sané 79' Agüero 90' Touré 90+1' Fernandinho                              |
| Terugronde                                                 |                                                                               |                                     |                                                                             | |                                                                                |
| 2 januari 2018 21:00 Etihad Stadium Manchester             | Manchester City                                                               | 3-1                                 | Watford FC                                                                  | Ederson Walker, Stones (67' Danilo), Otamendi, Delph De Bruyne (79' B. Silva), Fernandinho (71' Touré), D. Silva Sterling, Agüero, Sané         | 24' D. Silva                                                                   |
| 2 januari 2018 21:00 Etihad Stadium Manchester             | 1' Sterling 13' Kabasele (own) 63' Agüero                                     | 1-0 2-0 3-0 3-1                     | 82' Gray                                                                    | Ederson Walker, Stones (67' Danilo), Otamendi, Delph De Bruyne (79' B. Silva), Fernandinho (71' Touré), D. Silva Sterling, Agüero, Sané         | 24' D. Silva                                                                   |
| 14 januari 2018 17:00 Anfield Liverpool                    | Liverpool FC                                                                  | 4-3                                 | Manchester City                                                             | Ederson Walker, Stones, Otamendi, Delph (31' Danilo) De Bruyne, Fernandinho, Gündoğan Sterling (71' B. Silva), Agüero, Sané                     | 65' Otamendi 69' Sterling 72' Fernandinho                                      |
| 14 januari 2018 17:00 Anfield Liverpool                    | 9' Oxlade-Chamberlain 59' Firmino 62' Mané 68' Salah                          | 1-0 1-1 2-1 3-1 4-1 4-2 4-3         | 40' Sané 84' B. Silva 90+1' Gündoğan                                        | Ederson Walker, Stones, Otamendi, Delph (31' Danilo) De Bruyne, Fernandinho, Gündoğan Sterling (71' B. Silva), Agüero, Sané                     | 65' Otamendi 69' Sterling 72' Fernandinho                                      |
| 20 januari 2018 18:30 Etihad Stadium Manchester            | Manchester City                                                               | 3-1                                 | Newcastle United                                                            | Ederson Walker, Stones, Otamendi, Zinchenko De Bruyne, Fernandinho, D. Silva Sterling (86' B. Silva), Agüero, Sané (87' Díaz)                   |                                                                                |
| 20 januari 2018 18:30 Etihad Stadium Manchester            | 34' Agüero 63' Agüero (pen.) 83' Agüero                                       | 1-0 2-0 2-1 3-1                     | 67' Murphy                                                                  | Ederson Walker, Stones, Otamendi, Zinchenko De Bruyne, Fernandinho, D. Silva Sterling (86' B. Silva), Agüero, Sané (87' Díaz)                   |                                                                                |
| 31 januari 2018 21:00 Etihad Stadium Manchester            | Manchester City                                                               | 3-0                                 | West Bromwich Albion                                                        | Ederson Walker, Otamendi, Laporte, Zinchenko De Bruyne (78' Díaz), Fernandinho, D. Silva (39' Gündoğan) B. Silva, Agüero, Sterling              | 32' D. Silva                                                                   |
| 31 januari 2018 21:00 Etihad Stadium Manchester            | 19' Fernandinho 68' De Bruyne 89' Agüero                                      | 1-0 2-0 3-0                         |                                                                             | Ederson Walker, Otamendi, Laporte, Zinchenko De Bruyne (78' Díaz), Fernandinho, D. Silva (39' Gündoğan) B. Silva, Agüero, Sterling              | 32' D. Silva                                                                   |
| 3 februari 2018 13:30 Turf Moor Burnley                    | Burnley FC                                                                    | 1-1                                 | Manchester City                                                             | Ederson Walker, Kompany, Otamendi, Danilo De Bruyne, Fernandinho, Gündoğan B. Silva, Agüero, Sterling (74' Díaz)                                | 64' Gündoğan                                                                   |
| 3 februari 2018 13:30 Turf Moor Burnley                    | 82' Guðmundsson                                                               | 0-1 1-1                             | 22' Danilo                                                                  | Ederson Walker, Kompany, Otamendi, Danilo De Bruyne, Fernandinho, Gündoğan B. Silva, Agüero, Sterling (74' Díaz)                                | 64' Gündoğan                                                                   |
| 10 februari 2018 18:30 Etihad Stadium Manchester           | Manchester City                                                               | 5-1                                 | Leicester City                                                              | Ederson Walker, Otamendi (81' Stones), Laporte, Zinchenko (65' Danilo) De Bruyne, Fernandinho (80' Foden), Gündoğan B. Silva, Agüero, Sterling  | 73' Gündoğan 83' Laporte                                                       |
| 10 februari 2018 18:30 Etihad Stadium Manchester           | 3' Sterling 48' Agüero 53' Agüero 77' Agüero 90' Agüero                       | 1-0 1-1 2-1 3-1 4-1 5-1             | 24' Vardy                                                                   | Ederson Walker, Otamendi (81' Stones), Laporte, Zinchenko (65' Danilo) De Bruyne, Fernandinho (80' Foden), Gündoğan B. Silva, Agüero, Sterling  | 73' Gündoğan 83' Laporte                                                       |
| 1 maart 2018 20:45 Emirates Stadium Londen                 | Arsenal FC                                                                    | 0-3                                 | Manchester City                                                             | Ederson Walker (72' Zinchenko), Kompany, Otamendi, Danilo De Bruyne, Gündoğan, D. Silva (87' Jesus) B. Silva, Agüero (82' Touré), Sané          | 19' Otamendi                                                                   |
| 1 maart 2018 20:45 Emirates Stadium Londen                 |                                                                               | 0-1 0-2 0-3                         | 15' B. Silva 28' D. Silva 33' Sané                                          | Ederson Walker (72' Zinchenko), Kompany, Otamendi, Danilo De Bruyne, Gündoğan, D. Silva (87' Jesus) B. Silva, Agüero (82' Touré), Sané          | 19' Otamendi                                                                   |
| 4 maart 2018 17:00 Etihad Stadium Manchester               | Manchester City                                                               | 1-0                                 | Chelsea FC                                                                  | Ederson Walker, Otamendi, Laporte, Zinchenko (87' Danilo) De Bruyne, Gündoğan, D. Silva (90+3' Foden) B. Silva, Agüero (85' Jesus), Sané        | 24' Zinchenko 47' Gündoğan                                                     |
| 4 maart 2018 17:00 Etihad Stadium Manchester               | 46' B. Silva                                                                  | 1-0                                 |                                                                             | Ederson Walker, Otamendi, Laporte, Zinchenko (87' Danilo) De Bruyne, Gündoğan, D. Silva (90+3' Foden) B. Silva, Agüero (85' Jesus), Sané        | 24' Zinchenko 47' Gündoğan                                                     |
| 12 maart 2018 21:00 Britannia Stadium Stoke-on-Trent       | Stoke City                                                                    | 0-2                                 | Manchester City                                                             | Ederson Walker, Kompany, Otamendi, Zinchenko De Bruyne, Fernandinho, D. Silva Sterling (85' B. Silva), Jesus (90+1' Gündoğan), Sané             |                                                                                |
| 12 maart 2018 21:00 Britannia Stadium Stoke-on-Trent       |                                                                               | 0-1 0-2                             | 10' D. Silva 50' D. Silva                                                   | Ederson Walker, Kompany, Otamendi, Zinchenko De Bruyne, Fernandinho, D. Silva Sterling (85' B. Silva), Jesus (90+1' Gündoğan), Sané             |                                                                                |
| 31 maart 2018 18:30 Goodison Park Liverpool                | Everton FC                                                                    | 1-3                                 | Manchester City                                                             | Ederson Walker, Kompany, Otamendi, Laporte (87' Danilo) De Bruyne (77' Gündoğan), Fernandinho, D. Silva Sterling (64' B. Silva), Jesus, Sané    |                                                                                |
| 31 maart 2018 18:30 Goodison Park Liverpool                | 63' Bolasie                                                                   | 0-1 0-2 0-3 1-3                     | 4' Sané 12' Jesus 37' Sterling                                              | Ederson Walker, Kompany, Otamendi, Laporte (87' Danilo) De Bruyne (77' Gündoğan), Fernandinho, D. Silva Sterling (64' B. Silva), Jesus, Sané    |                                                                                |
| 7 april 2018 18:30 Etihad Stadium Manchester               | Manchester City                                                               | 2-3                                 | Manchester United                                                           | Ederson Danilo, Kompany, Otamendi, Delph Gündoğan (76' Agüero), Fernandinho, D. Silva (72' De Bruyne) B. Silva (72' Jesus), Sterling, Sané      | 63' Sterling 79' Fernandinho 79' Agüero 90+1' Danilo 90+2' Kompany 90+3' Jesus |
| 7 april 2018 18:30 Etihad Stadium Manchester               | 25' Kompany 30' Gündoğan                                                      | 1-0 2-0 2-1 2-2 2-3                 | 53' Pogba 55' Pogba 69' Smalling                                            | Ederson Danilo, Kompany, Otamendi, Delph Gündoğan (76' Agüero), Fernandinho, D. Silva (72' De Bruyne) B. Silva (72' Jesus), Sterling, Sané      | 63' Sterling 79' Fernandinho 79' Agüero 90+1' Danilo 90+2' Kompany 90+3' Jesus |
| 14 april 2018 20:30 Wembley Stadium Londen                 | Tottenham Hotspur                                                             | 1-3                                 | Manchester City                                                             | Ederson Walker, Kompany, Laporte, Delph De Bruyne (89' Touré), Gündoğan, D. Silva Sterling, Jesus (76' B. Silva), Sané (64' Otamendi)           | 41' De Bruyne 45+1' Jesus 66' Kompany 77' Delph                                |
| 14 april 2018 20:30 Wembley Stadium Londen                 | 42' Eriksen                                                                   | 0-1 0-2 1-2 1-3                     | 22' Jesus 25' Gündoğan (pen.) 72' Sterling                                  | Ederson Walker, Kompany, Laporte, Delph De Bruyne (89' Touré), Gündoğan, D. Silva Sterling, Jesus (76' B. Silva), Sané (64' Otamendi)           | 41' De Bruyne 45+1' Jesus 66' Kompany 77' Delph                                |
| 22 april 2018 17:30 Etihad Stadium Manchester              | Manchester City                                                               | 5-0                                 | Swansea City                                                                | Ederson Danilo, Kompany, Laporte, Delph (75' Mendy) De Bruyne (65' Touré), Gündoğan, D. Silva B. Silva, Jesus, Sterling (71' Foden)             |                                                                                |
| 22 april 2018 17:30 Etihad Stadium Manchester              | 12' D. Silva 16' Sterling 54' De Bruyne 64' B. Silva 88' Jesus                | 1-0 2-0 3-0 4-0 5-0                 |                                                                             | Ederson Danilo, Kompany, Laporte, Delph (75' Mendy) De Bruyne (65' Touré), Gündoğan, D. Silva B. Silva, Jesus, Sterling (71' Foden)             |                                                                                |
| 29 april 2018 15:15 London Stadium Londen                  | West Ham United                                                               | 1-4                                 | Manchester City                                                             | Ederson Walker (61' Danilo), Otamendi, Laporte, Delph De Bruyne, Fernandinho, Gündoğan (71' Touré) Sterling, Jesus (80' Nmecha), Sané           | 37' Otamendi                                                                   |
| 29 april 2018 15:15 London Stadium Londen                  | 42' Cresswell                                                                 | 0-1 0-2 1-2 1-3 1-4                 | 13' Sané 27' Zabaleta (own) 53' Jesus 64' Fernandinho                       | Ederson Walker (61' Danilo), Otamendi, Laporte, Delph De Bruyne, Fernandinho, Gündoğan (71' Touré) Sterling, Jesus (80' Nmecha), Sané           | 37' Otamendi                                                                   |
| 6 mei 2018 14:30 Etihad Stadium Manchester                 | Manchester City                                                               | 0-0                                 | Huddersfield Town                                                           | Ederson Walker, Stones (73' B. Silva), Otamendi, Delph (57' Mendy) De Bruyne (67' Gündoğan), Fernandinho, D. Silva Sterling, Jesus, Sané        |                                                                                |
| 6 mei 2018 14:30 Etihad Stadium Manchester                 |                                                                               |                                     |                                                                             | Ederson Walker, Stones (73' B. Silva), Otamendi, Delph (57' Mendy) De Bruyne (67' Gündoğan), Fernandinho, D. Silva Sterling, Jesus, Sané        |                                                                                |
| 9 mei 2018 21:00 Etihad Stadium Manchester                 | Manchester City                                                               | 3-1                                 | Brighton & Hove Albion                                                      | Bravo Danilo, Kompany, Laporte, Zinchenko (76' Mendy) Touré (86' Nmecha), Fernandinho, Gündoğan B. Silva, Jesus (83' Díaz), Sané                |                                                                                |
| 9 mei 2018 21:00 Etihad Stadium Manchester                 | 16' Danilo 34' B. Silva 72' Fernandinho                                       | 1-0 1-1 2-1 3-1                     | 20' Ulloa                                                                   | Bravo Danilo, Kompany, Laporte, Zinchenko (76' Mendy) Touré (86' Nmecha), Fernandinho, Gündoğan B. Silva, Jesus (83' Díaz), Sané                |                                                                                |
| 13 mei 2018 16:00 St. Mary's Stadium Southampton           | Southampton FC                                                                | 0-1                                 | Manchester City                                                             | Bravo Danilo, Stones, Laporte, Delph (59' Jesus) De Bruyne, Fernandinho, Gündoğan (82' Foden) B. Silva (78' Díaz), Sterling, Sané               | 90+4' Jesus 90+4' Ederson                                                      |
| 13 mei 2018 16:00 St. Mary's Stadium Southampton           |                                                                               | 0-1                                 | 90+4' Jesus                                                                 | Bravo Danilo, Stones, Laporte, Delph (59' Jesus) De Bruyne, Fernandinho, Gündoğan (82' Foden) B. Silva (78' Díaz), Sterling, Sané               | 90+4' Jesus 90+4' Ederson                                                      |

### Overzicht
| Speeldag  | 1 | 2 | 3 | 4  | 5  | 6  | 7  | 8  | 9  | 10 | 11 | 12 | 13 | 14 | 15 | 16 | 17 | 18 | 19 | 20 | 21 | 22 | 23 | 24 | 25 | 26 | 27 | 28 | 29 | 30 | 31 | 32 | 33 | 34 | 35 | 36 | 37 | 38  |
| --------- | - | - | - | -- | -- | -- | -- | -- | -- | -- | -- | -- | -- | -- | -- | -- | -- | -- | -- | -- | -- | -- | -- | -- | -- | -- | -- | -- | -- | -- | -- | -- | -- | -- | -- | -- | -- | --- |
| Resultaat | w | g | w | w  | w  | w  | w  | w  | w  | w  | w  | w  | w  | w  | w  | w  | w  | w  | w  | w  | g  | w  | v  | w  | w  | g  | w  | w  | w  | w  | w  | v  | w  | w  | w  | g  | w  | w   |
| Punten    | 3 | 4 | 7 | 10 | 13 | 16 | 19 | 22 | 25 | 28 | 31 | 34 | 37 | 40 | 43 | 46 | 49 | 52 | 55 | 58 | 59 | 62 | 62 | 65 | 68 | 69 | 72 | 75 | 78 | 81 | 84 | 84 | 87 | 90 | 93 | 94 | 97 | 100 |
| Positie   | 3 | 5 | 4 | 2  | 1  | 1  | 1  | 1  | 1  | 1  | 1  | 1  | 1  | 1  | 1  | 1  | 1  | 1  | 1  | 1  | 1  | 1  | 1  | 1  | 1  | 1  | 1  | 1  | 1  | 1  | 1  | 1  | 1  | 1  | 1  | 1  | 1  | 1   |

## FA Cup
| FA Cup                                             |                                             |                     |                           | |                 |
| Wedstrijddetails                                   | Thuisploeg                                  | Uitslag             | Uitploeg                  | Opstelling | Kaarten         |
| 1/32 finale                                        |                                             |                     |                           | |                 |
| 6 januari 2018 16:00 Etihad Stadium Manchester     | Manchester City                             | 4-1                 | Burnley FC                | Bravo Danilo, Stones, Otamendi, Zinchenko (72' Walker) Gündoğan (76' De Bruyne), Fernandinho, D. Silva Sterling, Agüero (79' B. Silva), Sané | 49' Danilo      |
| 6 januari 2018 16:00 Etihad Stadium Manchester     | 56' Agüero 58' Agüero 71' Sané 82' B. Silva | 0-1 1-1 2-1 3-1 4-1 | 25' Barnes                | Bravo Danilo, Stones, Otamendi, Zinchenko (72' Walker) Gündoğan (76' De Bruyne), Fernandinho, D. Silva Sterling, Agüero (79' B. Silva), Sané | 49' Danilo      |
| 1/16 finale                                        |                                             |                     |                           | |                 |
| 28 januari 2018 17:00 Cardiff City Stadium Cardiff | Cardiff City (II)                           | 0-2                 | Manchester City           | Bravo Walker, Kompany, Otamendi, Danilo De Bruyne, Fernandinho, Gündoğan B. Silva (89' Díaz), Sterling, Sané (46' Agüero)                    | 80' Fernandinho |
| 28 januari 2018 17:00 Cardiff City Stadium Cardiff |                                             | 0-1 0-2             | 8' De Bruyne 37' Sterling | Bravo Walker, Kompany, Otamendi, Danilo De Bruyne, Fernandinho, Gündoğan B. Silva (89' Díaz), Sterling, Sané (46' Agüero)                    | 80' Fernandinho |
| 1/8 finale                                         |                                             |                     |                           | |                 |
| 19 februari 2018 20:55 DW Stadium Wigan            | Wigan Athletic (III)                        | 1-0                 | Manchester City           | Bravo Danilo, Stones, Laporte, Delph Gündoğan, Fernandinho, D. Silva (65' De Bruyne) B. Silva, Agüero, Sané (46' Walker)                     | 45+2' Delph     |
| 19 februari 2018 20:55 DW Stadium Wigan            | 79' Grigg                                   | 1-0                 |                           | Bravo Danilo, Stones, Laporte, Delph Gündoğan, Fernandinho, D. Silva (65' De Bruyne) B. Silva, Agüero, Sané (46' Walker)                     | 45+2' Delph     |

## League Cup
| League Cup                                          |                            |                     |                                     | |                                            |
| Wedstrijddetails                                    | Thuisploeg                 | Uitslag             | Uitploeg                            | Opstelling | Kaarten                                    |
| 1/16 finale                                         |                            |                     |                                     | |                                            |
| 20 september 2017 21:00 The Hawthorns West Bromwich | West Bromwich Albion       | 1-2                 | Manchester City                     | Bravo Danilo, Stones, Mangala, Delph Touré, Gündoğan (59' Walker), B. Silva Sterling, Jesus, Sané (79' Fernandinho)                                                                   | 45' Delph 59' Sané 66' Sterling 85' Danilo |
| 20 september 2017 21:00 The Hawthorns West Bromwich | 72' Yacob                  | 0-1 1-1 1-2         | 3' Sané 77' Sané                    | Bravo Danilo, Stones, Mangala, Delph Touré, Gündoğan (59' Walker), B. Silva Sterling, Jesus, Sané (79' Fernandinho)                                                                   | 45' Delph 59' Sané 66' Sterling 85' Danilo |
| 1/8 finale                                          |                            |                     |                                     | |                                            |
| 24 oktober 2017 21:00 Etihad Stadium Manchester     | Manchester City            | 0-0 (4-1)           | Wolverhampton Wanderers (II)        | Bravo Danilo, Adarabioyo (90' Stones), Mangala Zinchenko, Touré, Gündoğan, B. Silva (95' Sané) Sterling, Agüero, Jesus (82' De Bruyne) Strafschoppen: De Bruyne, Touré, Sané, Agüero  | 93' Touré                                  |
| 24 oktober 2017 21:00 Etihad Stadium Manchester     |                            |                     |                                     | Bravo Danilo, Adarabioyo (90' Stones), Mangala Zinchenko, Touré, Gündoğan, B. Silva (95' Sané) Sterling, Agüero, Jesus (82' De Bruyne) Strafschoppen: De Bruyne, Touré, Sané, Agüero  | 93' Touré                                  |
| Kwartfinale                                         |                            |                     |                                     | |                                            |
| 19 december 2017 20:45 King Power Stadium Leicester | Leicester City             | 1-1 (3-4)           | Manchester City                     | Bravo Danilo, Adarabioyo, Mangala (81' Walker), Zinchenko Gündoğan, Touré, Foden (90+1' Dele-Bashiru B. Silva, Jesus, Díaz (88' Nmecha) Strafschoppen: Gündoğan, Touré, Nmecha, Jesus | 61' Gündoğan 90+6' Danilo 96' Walker       |
| 19 december 2017 20:45 King Power Stadium Leicester | 90+7' Vardy (pen.)         | 0-1 1-1             | 26' B. Silva                        | Bravo Danilo, Adarabioyo, Mangala (81' Walker), Zinchenko Gündoğan, Touré, Foden (90+1' Dele-Bashiru B. Silva, Jesus, Díaz (88' Nmecha) Strafschoppen: Gündoğan, Touré, Nmecha, Jesus | 61' Gündoğan 90+6' Danilo 96' Walker       |
| Halve finale                                        |                            |                     |                                     | |                                            |
| 9 januari 2018 20:45 Etihad Stadium Manchester      | Manchester City            | 2-1                 | Bristol City (II)                   | Bravo Danilo, Stones, Mangala, Zinchenko (81' Walker) De Bruyne, Touré (71' Agüero), Gündoğan B. Silva, Sterling, Sané                                                                |                                            |
| 9 januari 2018 20:45 Etihad Stadium Manchester      | 56' De Bruyne 90+3' Agüero | 0-1 1-1 2-1         | 45' Reid (pen.)                     | Bravo Danilo, Stones, Mangala, Zinchenko (81' Walker) De Bruyne, Touré (71' Agüero), Gündoğan B. Silva, Sterling, Sané                                                                |                                            |
| 23 januari 2018 20:45 Ashton Gate Bristol           | Bristol City (II)          | 2-3                 | Manchester City                     | Bravo Walker (86' Danilo), Stones, Otamendi, Zinchenko De Bruyne, Fernandinho, D. Silva B. Silva, Agüero (83' Gündoğan), Sané                                                         | 22' Fernandinho 90+5' D. Silva             |
| 23 januari 2018 20:45 Ashton Gate Bristol           | 65' Pack 90+4' Flint       | 0-1 0-2 1-2 2-2 2-3 | 44' Sané 50' Agüero 90+6' De Bruyne | Bravo Walker (86' Danilo), Stones, Otamendi, Zinchenko De Bruyne, Fernandinho, D. Silva B. Silva, Agüero (83' Gündoğan), Sané                                                         | 22' Fernandinho 90+5' D. Silva             |
| Finale                                              |                            |                     |                                     | |                                            |
| 25 februari 2018 17:30 Wembley Stadium Londen       | Arsenal FC                 | 0-3                 | Manchester City                     | Bravo Walker, Kompany, Otamendi, Danilo Fernandinho (52' B. Silva), Gündoğan, D. Silva De Bruyne, Agüero (89' Foden), Sané (77' Jesus)                                                | 36' Fernandinho 80' Kompany                |
| 25 februari 2018 17:30 Wembley Stadium Londen       |                            | 0-1 0-2 0-3         | 18' Agüero 58' Kompany 65' D. Silva | Bravo Walker, Kompany, Otamendi, Danilo Fernandinho (52' B. Silva), Gündoğan, D. Silva De Bruyne, Agüero (89' Foden), Sané (77' Jesus)                                                | 36' Fernandinho 80' Kompany                |

## UEFA Champions League
| UEFA Champions League                             |                                           |                         |                                                   | |                                                       |
| Wedstrijddetails                                  | Thuisploeg                                | Uitslag                 | Uitploeg                                          | Opstelling | Kaarten                                               |
| Groepsfase                                        |                                           |                         |                                                   | |                                                       |
| 13 september 2017 20:45 De Kuip Rotterdam         | Feyenoord                                 | 0-4                     | Manchester City                                   | Ederson Walker, Stones, Otamendi, Mendy B. Silva, De Bruyne, Fernandinho (72' Sané), D. Silva (67' Delph) Agüero (60' Sterling), Jesus      | 15' De Bruyne                                         |
| 13 september 2017 20:45 De Kuip Rotterdam         |                                           | 0-1 0-2 0-3 0-4         | 2' Stones 10' Agüero 25' Jesus 63' Stones         | Ederson Walker, Stones, Otamendi, Mendy B. Silva, De Bruyne, Fernandinho (72' Sané), D. Silva (67' Delph) Agüero (60' Sterling), Jesus      | 15' De Bruyne                                         |
| 26 september 2017 20:45 Etihad Stadium Manchester | Manchester City                           | 2-0                     | Sjachtar Donetsk                                  | Ederson Walker, Stones, Otamendi, Delph De Bruyne, Fernandinho, D. Silva (81' Gündoğan) Jesus (54' Sterling), Agüero (85' B. Silva), Sané   |                                                       |
| 26 september 2017 20:45 Etihad Stadium Manchester | 48' De Bruyne 90' Sterling                | 1-0 2-0                 |                                                   | Ederson Walker, Stones, Otamendi, Delph De Bruyne, Fernandinho, D. Silva (81' Gündoğan) Jesus (54' Sterling), Agüero (85' B. Silva), Sané   |                                                       |
| 17 oktober 2017 20:45 Etihad Stadium Manchester   | Manchester City                           | 2-1                     | Napoli                                            | Ederson Walker, Stones, Otamendi, Delph De Bruyne, Fernandinho, D. Silva (76' Gündoğan) Sterling (70' B. Silva), Jesus (87' Danilo), Sané   | 37' Walker 44' De Bruyne 72' Fernandinho              |
| 17 oktober 2017 20:45 Etihad Stadium Manchester   | 9' Sterling 13' Jesus                     | 1-0 2-0 2-1             | 73' Diawara (pen.)                                | Ederson Walker, Stones, Otamendi, Delph De Bruyne, Fernandinho, D. Silva (76' Gündoğan) Sterling (70' B. Silva), Jesus (87' Danilo), Sané   | 37' Walker 44' De Bruyne 72' Fernandinho              |
| 1 november 2017 20:45 Stadio San Paolo Napels     | Napoli                                    | 2-4                     | Manchester City                                   | Ederson Danilo, Stones, Otamendi, Delph De Bruyne, Fernandinho, Gündoğan (71' D. Silva) Sterling, Agüero (76' B. Silva), Sané (90' Jesus)   | 90+1' Otamendi                                        |
| 1 november 2017 20:45 Stadio San Paolo Napels     | 21' Insigne 62' Jorginho (pen.)           | 1-0 1-1 1-2 2-2 2-3 2-4 | 34' Otamendi 48' Stones 69' Agüero 90+2' Sterling | Ederson Danilo, Stones, Otamendi, Delph De Bruyne, Fernandinho, Gündoğan (71' D. Silva) Sterling, Agüero (76' B. Silva), Sané (90' Jesus)   | 90+1' Otamendi                                        |
| 21 november 2017 20:45 Etihad Stadium Manchester  | Manchester City                           | 1-0                     | Feyenoord                                         | Ederson Walker, Otamendi, Mangala, Danilo De Bruyne (64' Jesus), Y. Touré (75' Foden), Gündoğan B. Silva, Agüero, Sterling (90+1' Díaz)     | 59' Mangala 60' De Bruyne 86' Danilo                  |
| 21 november 2017 20:45 Etihad Stadium Manchester  | 88' Sterling                              | 1-0                     |                                                   | Ederson Walker, Otamendi, Mangala, Danilo De Bruyne (64' Jesus), Y. Touré (75' Foden), Gündoğan B. Silva, Agüero, Sterling (90+1' Díaz)     | 59' Mangala 60' De Bruyne 86' Danilo                  |
| 6 december 2017 20:45 Arena Lviv Donetsk          | Sjachtar Donetsk                          | 2-1                     | Manchester City                                   | Ederson Adarabioyo, Fernandinho (70' Agüero), Mangala Danilo, Touré, Gündoğan, Foden B. Silva, Jesus, Sané (62' Díaz)                       | 22' Danilo 57' Gündoğan                               |
| 6 december 2017 20:45 Arena Lviv Donetsk          | 26' Bernard 32' Ismaily                   | 1-0 2-0 2-1             | 90+2' Agüero (pen.)                               | Ederson Adarabioyo, Fernandinho (70' Agüero), Mangala Danilo, Touré, Gündoğan, Foden B. Silva, Jesus, Sané (62' Díaz)                       | 22' Danilo 57' Gündoğan                               |
| 1/8 finale                                        |                                           |                         |                                                   | |                                                       |
| 13 februari 2018 20:45 St. Jakob-Park Bazel       | FC Basel                                  | 0-4                     | Manchester City                                   | Ederson Walker, Kompany, Otamendi, Delph De Bruyne (63' D. Silva), Fernandinho, Gündoğan B. Silva, Agüero (85' Danilo), Sterling (57' Sané) | 59' Fernandinho 89' Gündoğan                          |
| 13 februari 2018 20:45 St. Jakob-Park Bazel       |                                           | 0-1 0-2 0-3 0-4         | 14' Gündoğan 18' B. Silva 23' Agüero 53' Gündoğan | Ederson Walker, Kompany, Otamendi, Delph De Bruyne (63' D. Silva), Fernandinho, Gündoğan B. Silva, Agüero (85' Danilo), Sterling (57' Sané) | 59' Fernandinho 89' Gündoğan                          |
| 7 maart 2018 20:45 Etihad Stadium Manchester      | Manchester City                           | 1-2                     | FC Basel                                          | Bravo Danilo, Stones, Laporte, Zinchenko Gündoğan (66' Díaz), Touré, Foden (89' Adarabioyo) B. Silva, Jesus, Sané                           | 77' Jesus                                             |
| 7 maart 2018 20:45 Etihad Stadium Manchester      | 8' Jesus                                  | 1-0 1-1 1-2             | 17' Elyounoussi 71' Lang                          | Bravo Danilo, Stones, Laporte, Zinchenko Gündoğan (66' Díaz), Touré, Foden (89' Adarabioyo) B. Silva, Jesus, Sané                           | 77' Jesus                                             |
| Kwartfinale                                       |                                           |                         |                                                   | |                                                       |
| 4 april 2018 20:45 Anfield Liverpool              | Liverpool FC                              | 3-0                     | Manchester City                                   | Ederson Walker, Kompany, Otamendi, Laporte De Bruyne, Fernandinho, D. Silva Gündoğan (57' Sterling), Jesus, Sané                            | 45+3' Otamendi 76' Jesus 80' De Bruyne 90+2' Sterling |
| 4 april 2018 20:45 Anfield Liverpool              | 12' Salah 20' Oxlade-Chamberlain 31' Mané | 1-0 2-0 3-0             |                                                   | Ederson Walker, Kompany, Otamendi, Laporte De Bruyne, Fernandinho, D. Silva Gündoğan (57' Sterling), Jesus, Sané                            | 45+3' Otamendi 76' Jesus 80' De Bruyne 90+2' Sterling |
| 10 april 2018 20:45 Etihad Stadium Manchester     | Manchester City                           | 1-2                     | Liverpool FC                                      | Ederson Walker, Otamendi, Laporte B. Silva (74' Gündoğan), De Bruyne, Fernandinho, D. Silva (66' Agüero) Sterling, Jesus, Sané              | 14' Ederson 30' B. Silva                              |
| 10 april 2018 20:45 Etihad Stadium Manchester     | 2' Jesus                                  | 1-0 1-1 1-2             | 56' Salah 77' Firmino                             | Ederson Walker, Otamendi, Laporte B. Silva (74' Gündoğan), De Bruyne, Fernandinho, D. Silva (66' Agüero) Sterling, Jesus, Sané              | 14' Ederson 30' B. Silva                              |

### Klassement groepsfase
| #  | Club             | GS | W | G | V | DV | DT | DS | PTN |
| -- | ---------------- | -- | - | - | - | -- | -- | -- | --- |
| 1. | Manchester City  | 6  | 5 | 0 | 1 | 14 | 5  | +9 | 15  |
| 2. | Sjachtar Donetsk | 6  | 4 | 0 | 2 | 9  | 9  | 0  | 12  |
| 3. | Napoli           | 6  | 2 | 0 | 4 | 11 | 11 | 0  | 6   |
| 4. | Feyenoord        | 6  | 1 | 0 | 5 | 5  | 14 | −9 | 3   |

## Statistieken
De speler met de meeste wedstrijden is in het groen aangeduid, de speler met de meeste doelpunten in het geel.
| Nr. | Naam                  | Premier League | Premier League | FA Cup | FA Cup | League Cup | League Cup | Champions League | Champions League | Totaal | Totaal |
| Nr. | Naam                  | Wed            | Goals          | Wed    | Goals  | Wed        | Goals      | Wed              | Goals            | Wed    | Goals  |
| --- | --------------------- | -------------- | -------------- | ------ | ------ | ---------- | ---------- | ---------------- | ---------------- | ------ | ------ |
| 1.  | Claudio Bravo         | 3              | 0              | 3      | 0      | 6          | 0          | 1                | 0                | 13     | 0      |
| 2.  | Kyle Walker           | 32             | 0              | 3      | 0      | 6          | 0          | 7                | 0                | 48     | 0      |
| 3.  | Danilo                | 23             | 3              | 3      | 0      | 6          | 0          | 6                | 0                | 38     | 3      |
| 4.  | Vincent Kompany       | 17             | 1              | 1      | 0      | 1          | 1          | 2                | 0                | 21     | 2      |
| 5.  | John Stones           | 18             | 0              | 2      | 0      | 4          | 0          | 5                | 3                | 29     | 3      |
| 7.  | Raheem Sterling       | 33             | 18             | 2      | 1      | 3          | 0          | 8                | 4                | 46     | 23     |
| 8.  | İlkay Gündoğan        | 30             | 4              | 3      | 0      | 6          | 0          | 9                | 2                | 48     | 6      |
| 10. | Sergio Agüero         | 25             | 21             | 3      | 2      | 4          | 3          | 7                | 4                | 39     | 30     |
| 11. | Samir Nasri           | 0              | 0              | 0      | 0      | 0          | 0          | 0                | 0                | 0      | 0      |
| 14. | Aymeric Laporte       | 9              | 0              | 1      | 0      | 0          | 0          | 3                | 0                | 13     | 0      |
| 15. | Eliaquim Mangala      | 9              | 0              | 0      | 0      | 4          | 0          | 2                | 0                | 15     | 0      |
| 17. | Kevin De Bruyne       | 37             | 8              | 3      | 1      | 4          | 2          | 8                | 1                | 52     | 12     |
| 18. | Fabian Delph          | 22             | 1              | 1      | 0      | 1          | 0          | 5                | 0                | 29     | 1      |
| 19. | Leroy Sané            | 32             | 10             | 3      | 1      | 5          | 3          | 9                | 0                | 49     | 14     |
| 20. | Bernardo Silva        | 35             | 6              | 3      | 1      | 6          | 1          | 9                | 1                | 53     | 9      |
| 21. | David Silva           | 29             | 9              | 2      | 0      | 2          | 1          | 7                | 0                | 40     | 10     |
| 22. | Benjamin Mendy        | 7              | 0              | 0      | 0      | 0          | 0          | 1                | 0                | 8      | 0      |
| 24. | Oluwatosin Adarabioyo | 0              | 0              | 0      | 0      | 2          | 0          | 2                | 0                | 4      | 0      |
| 25. | Fernandinho           | 34             | 5              | 3      | 0      | 3          | 0          | 8                | 0                | 48     | 5      |
| 27. | Patrick Roberts       | 0              | 0              | 0      | 0      | 0          | 0          | 0                | 0                | 0      | 0      |
| 30. | Nicolás Otamendi      | 34             | 4              | 2      | 0      | 2          | 0          | 8                | 1                | 45     | 5      |
| 31. | Ederson               | 36             | 0              | 0      | 0      | 0          | 0          | 9                | 0                | 45     | 0      |
| 33. | Gabriel Jesus         | 29             | 13             | 0      | 0      | 4          | 0          | 9                | 4                | 42     | 17     |
| 35. | Oleksandr Zinchenko   | 8              | 0              | 1      | 0      | 4          | 0          | 1                | 0                | 14     | 0      |
| 42. | Yaya Touré            | 10             | 0              | 0      | 0      | 4          | 0          | 3                | 0                | 17     | 0      |
| 43. | Lukas Nmecha          | 2              | 0              | 0      | 0      | 1          | 0          | 0                | 0                | 3      | 0      |
| 47. | Phil Foden            | 5              | 0              | 0      | 0      | 2          | 0          | 3                | 0                | 10     | 0      |
| 55. | Brahim Díaz           | 5              | 0              | 1      | 0      | 1          | 0          | 3                | 0                | 10     | 0      |
| 72. | Tom Dele-Bashiru      | 0              | 0              | 0      | 0      | 1          | 0          | 0                | 0                | 1      | 0      |

## Afbeeldingen

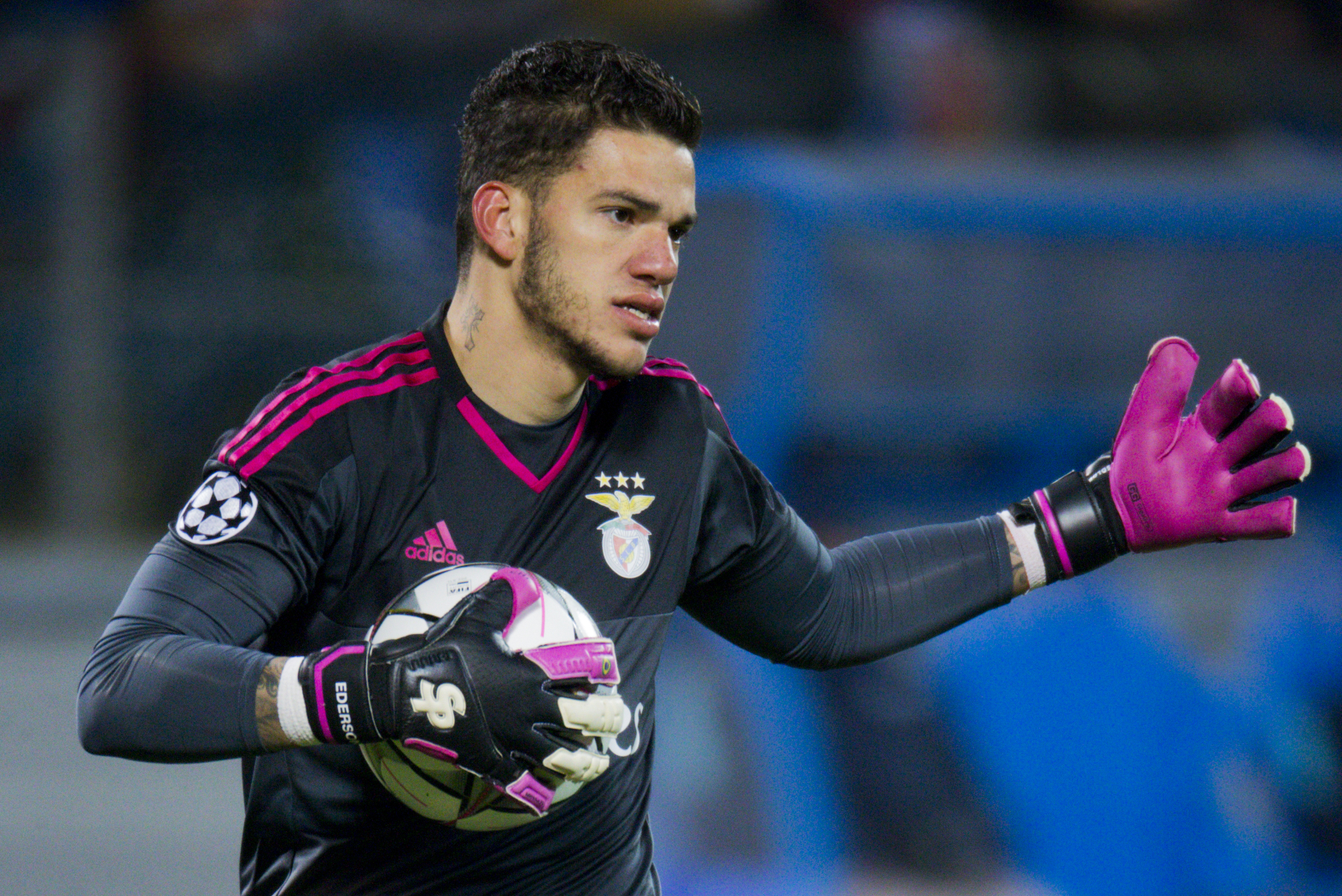
Ederson Moraes (doelman)
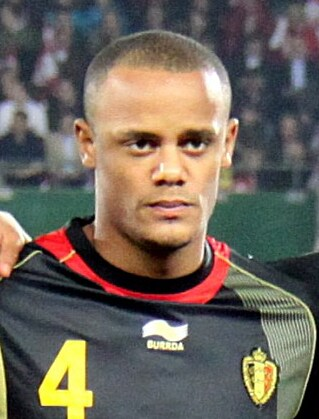
Vincent Kompany (verdediger)
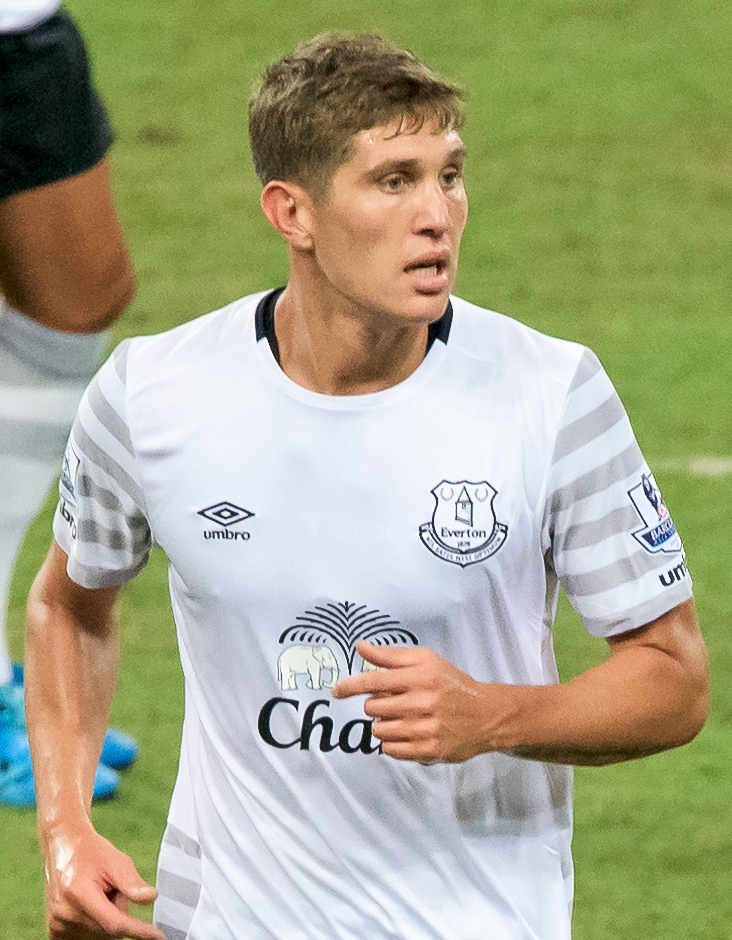
John Stones (verdediger)
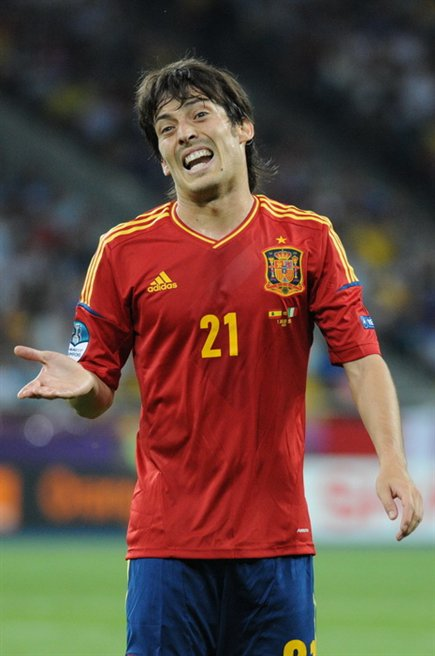
David Silva (middenvelder)
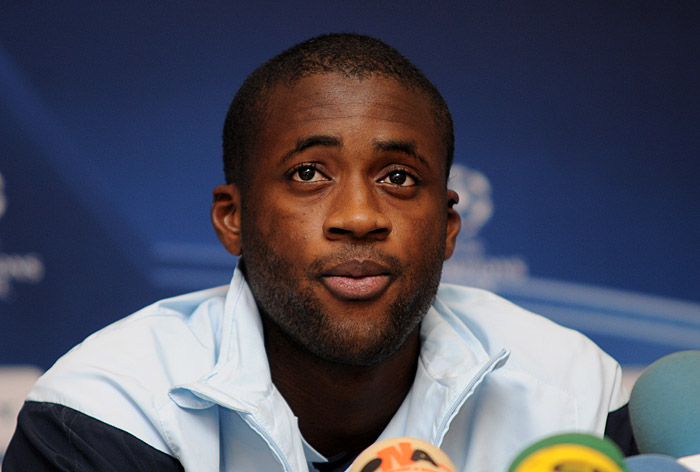
Yaya Touré (middenvelder)
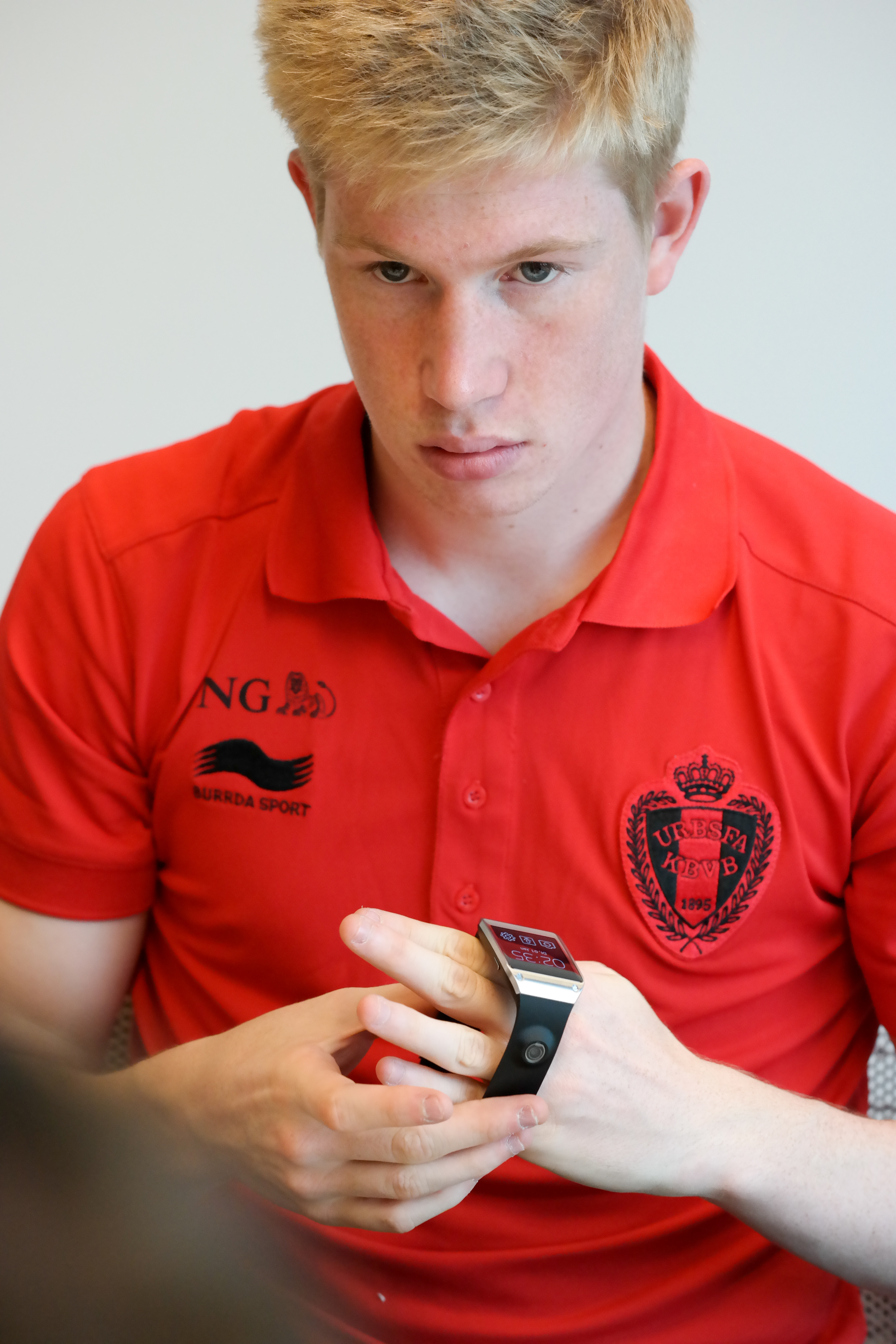
Kevin De Bruyne (middenvelder)
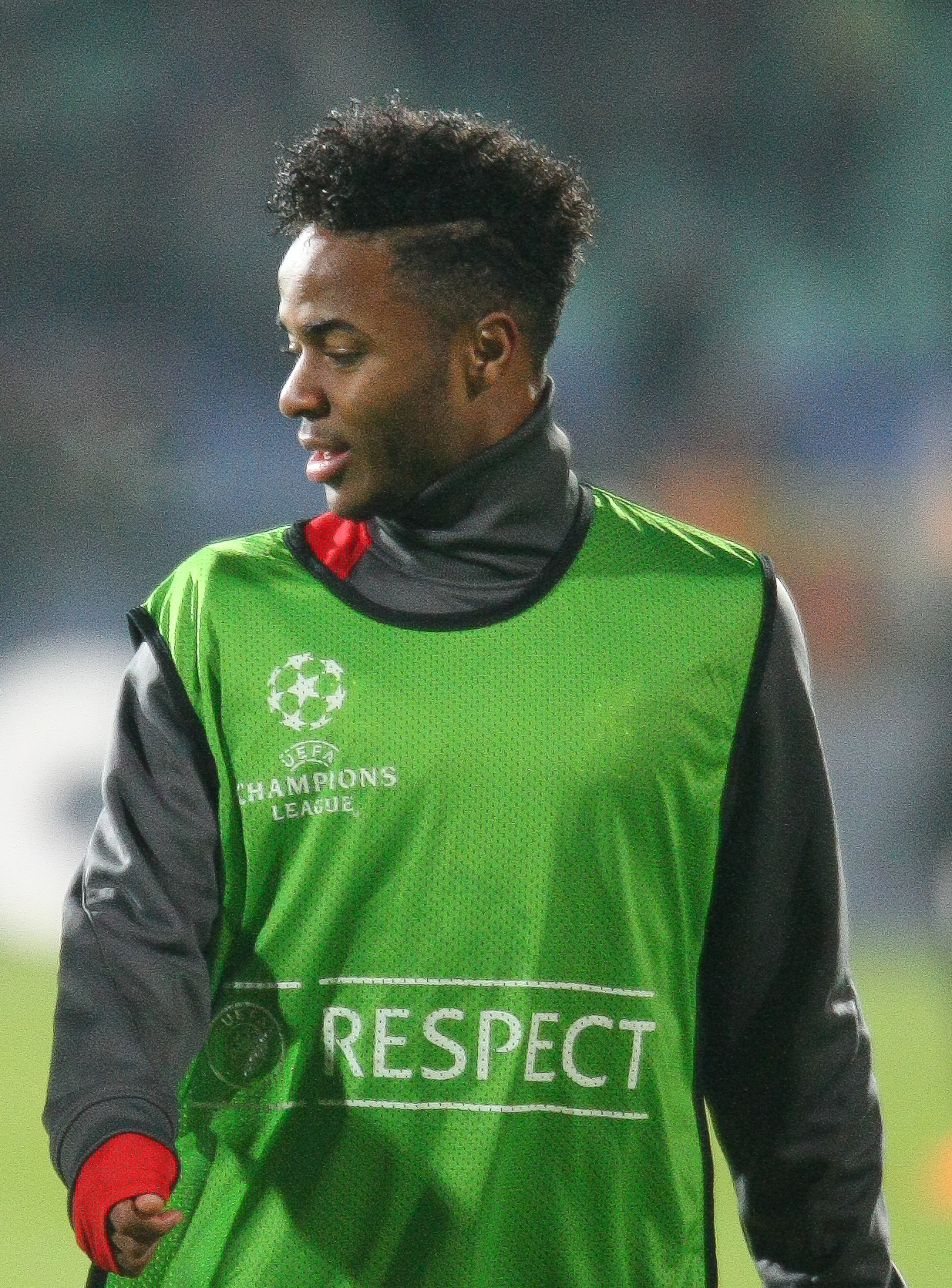
Raheem Sterling (aanvaller)
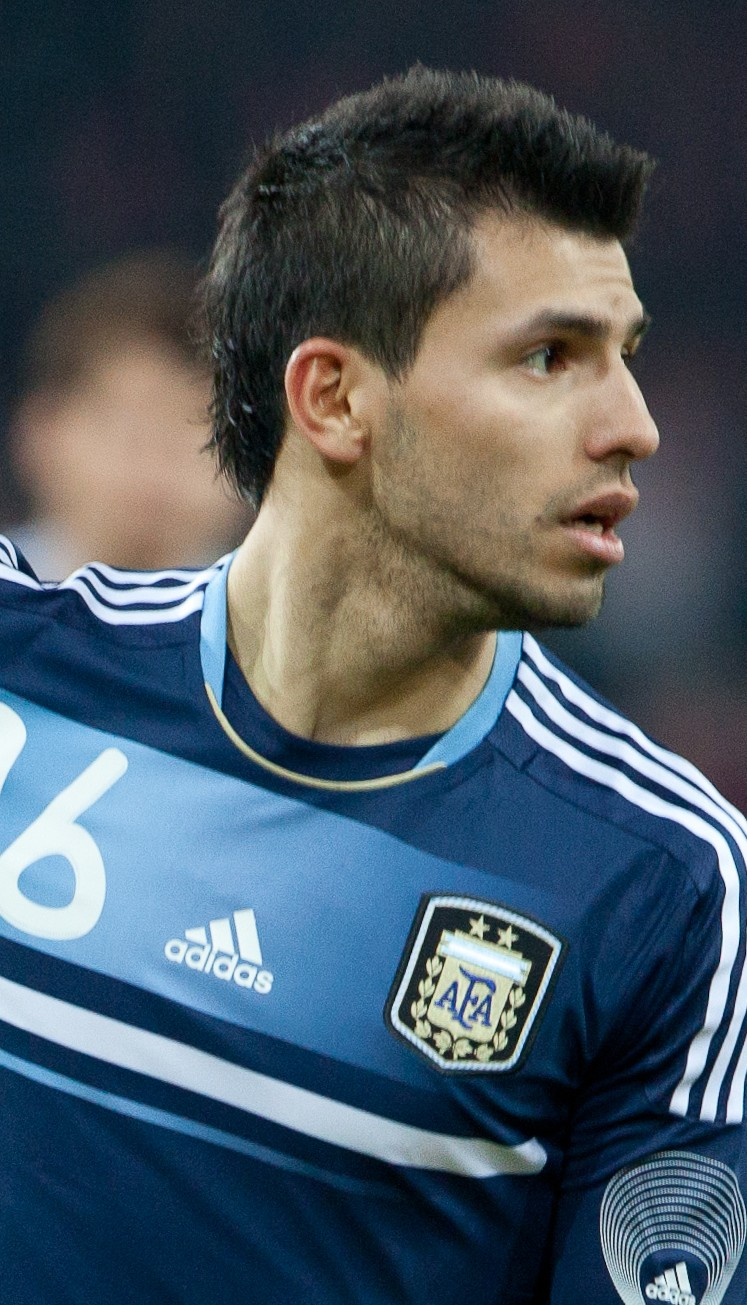
Sergio Agüero (aanvaller)
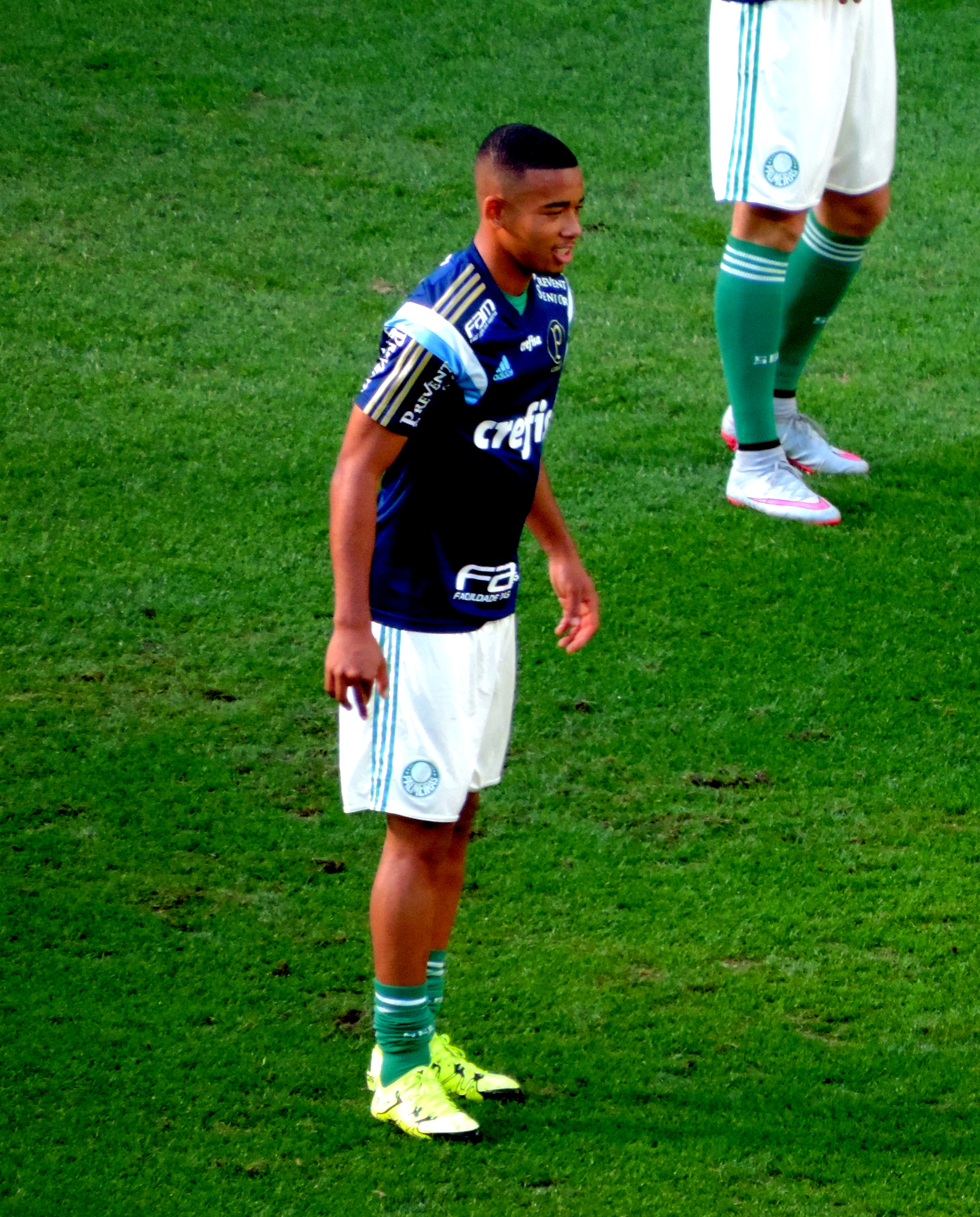
Gabriel Jesus (aanvaller)